# Сад Ґловера

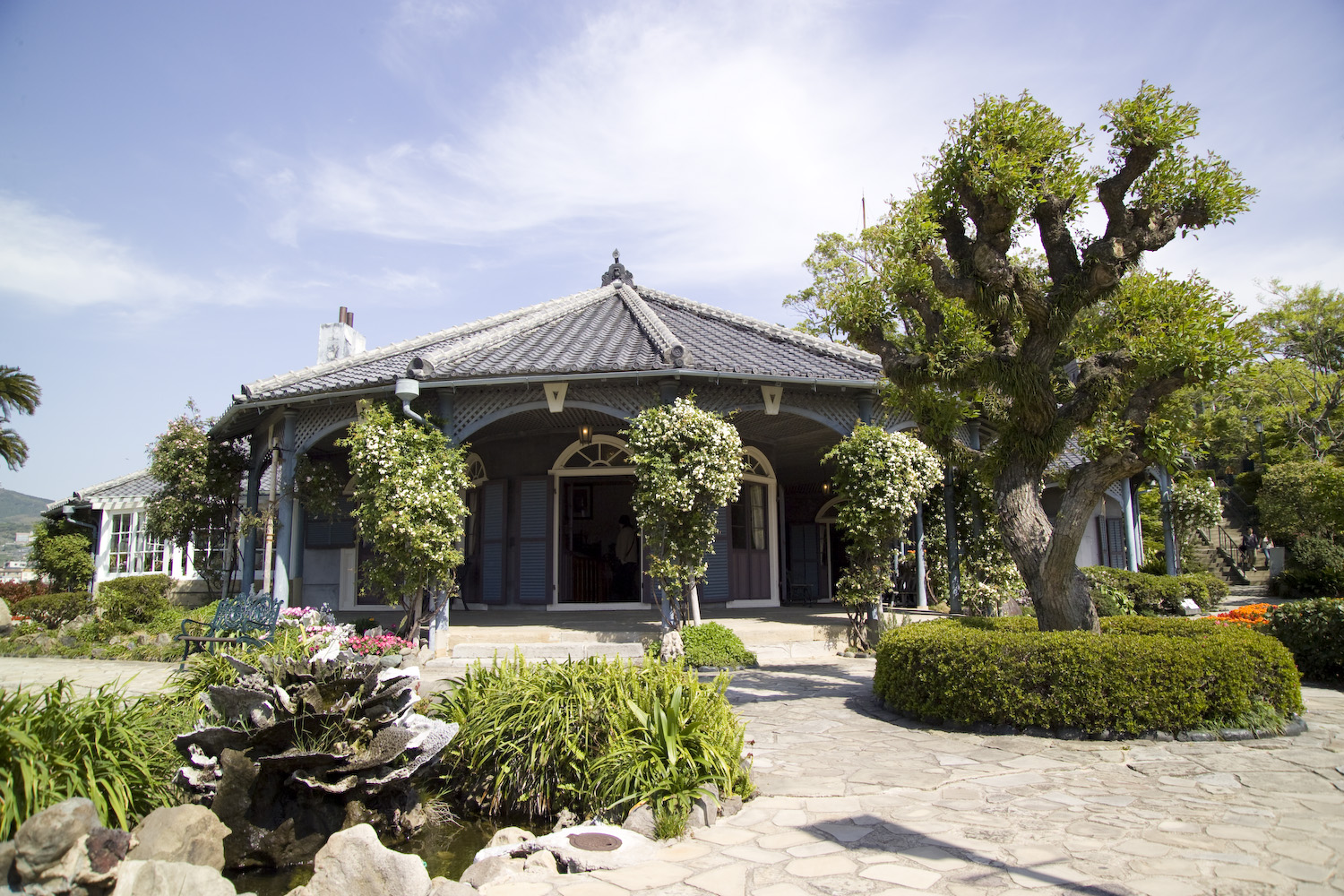
Садиба Томаса Ґловера в центрі парку.

Сад Ґловера (яп. グラバー園, ぐらばーえん, ґураба-ен; англ. Glover Garden) — гірський парк з архітектурними ансаблями західного стилю 2-ї половини 20 століття в Наґасакі, Японія. 

## Короткі відомості
Сад Ґловера знаходиться на схилах гірського району Мінамі-ямате перед затокою Наґасакі. Первісно він був місцем скупченого проживання іноземців у роки періодів Мейдзі і Тайсьо. 
Перші садиби в районі були споруджені у 1863 році за проектом Коями Хіденосіна. У них проживали європейські та північноамериканські торгівці. Серед них був шотландець Томас Ґловер, який провів більшу частину свого життя в Японії, докладаючи чимало зусиль до її модернізації. Його садиба служила місцем переховування для бунтарів ханів Тьосю і Сацума, британських шпигунів і військових. Садиба Ґловера є найстарішою архітектурною спорудою західного стилю в Японії. Ім'ям цього торговця названий сучасний парк.
У "Саду Ґловера" розташований так званий Будинок мадам Батерфляй", з яким пов'язують події опери Пучіні "Чіо Чіо сан". Поряд з цим будинком знаходяться статуя композитора і діви Міури Тамакі, відомої виконавиці ролі головної героїні.

## Галерея

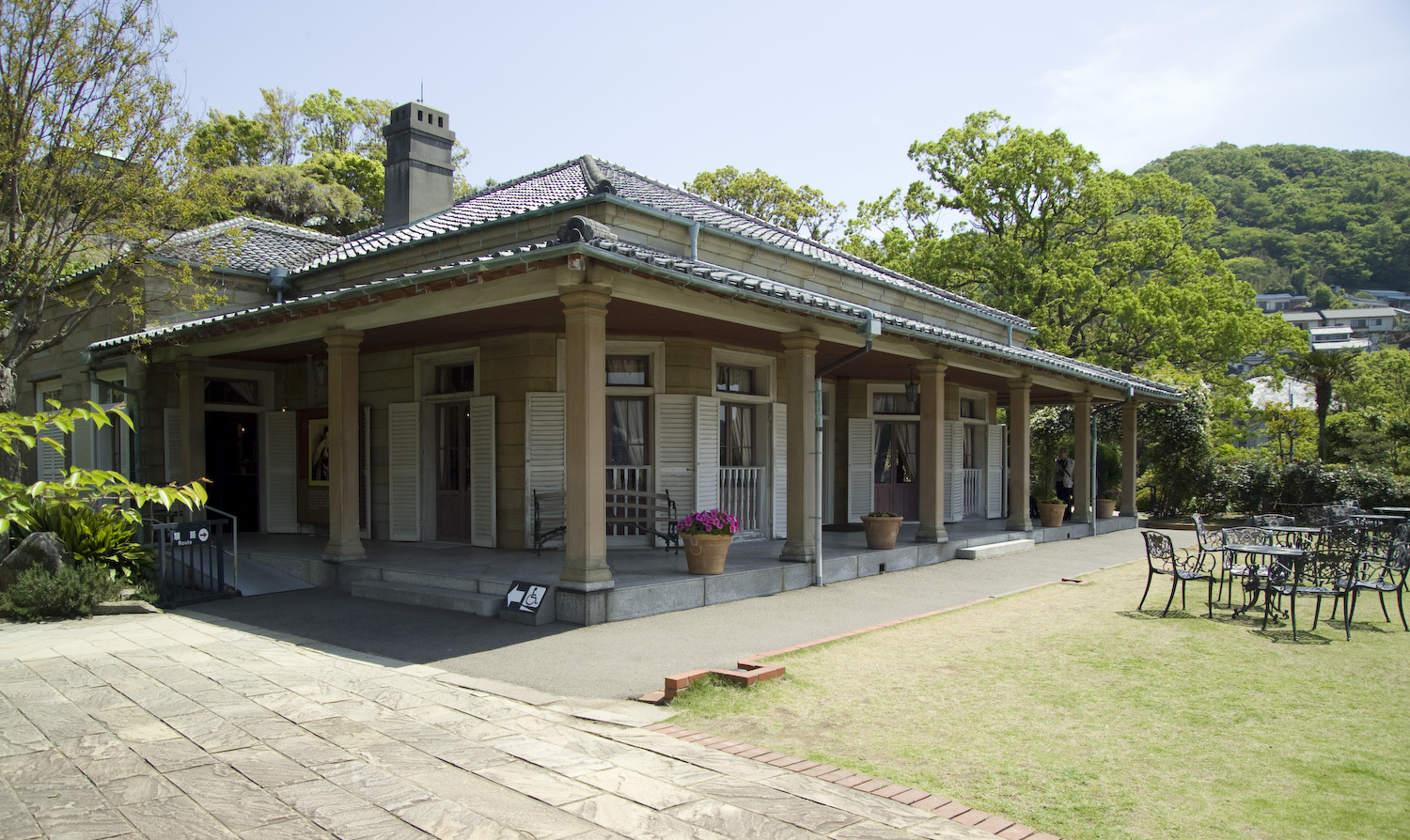
Садиба Лінґера
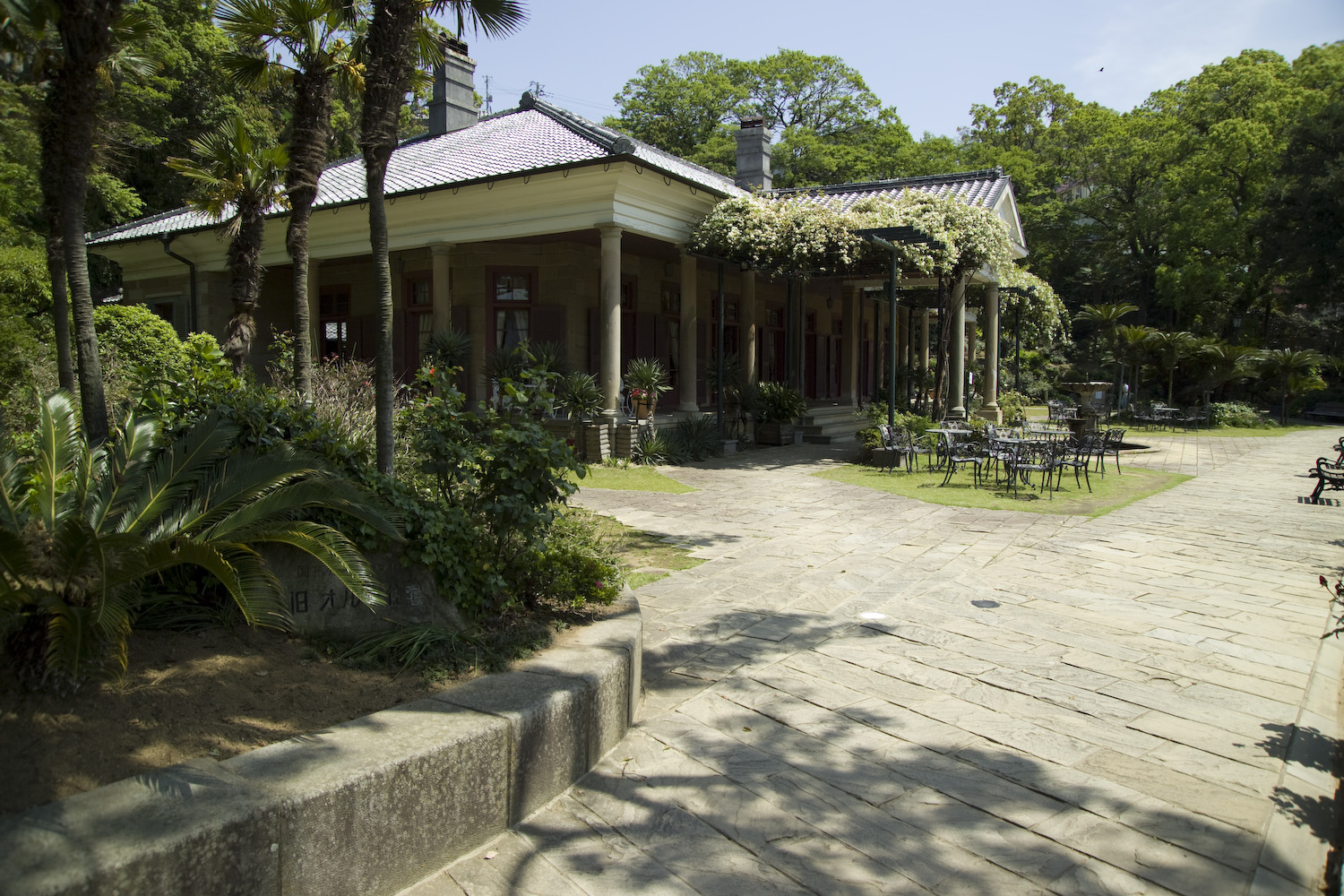
Садиба Орта
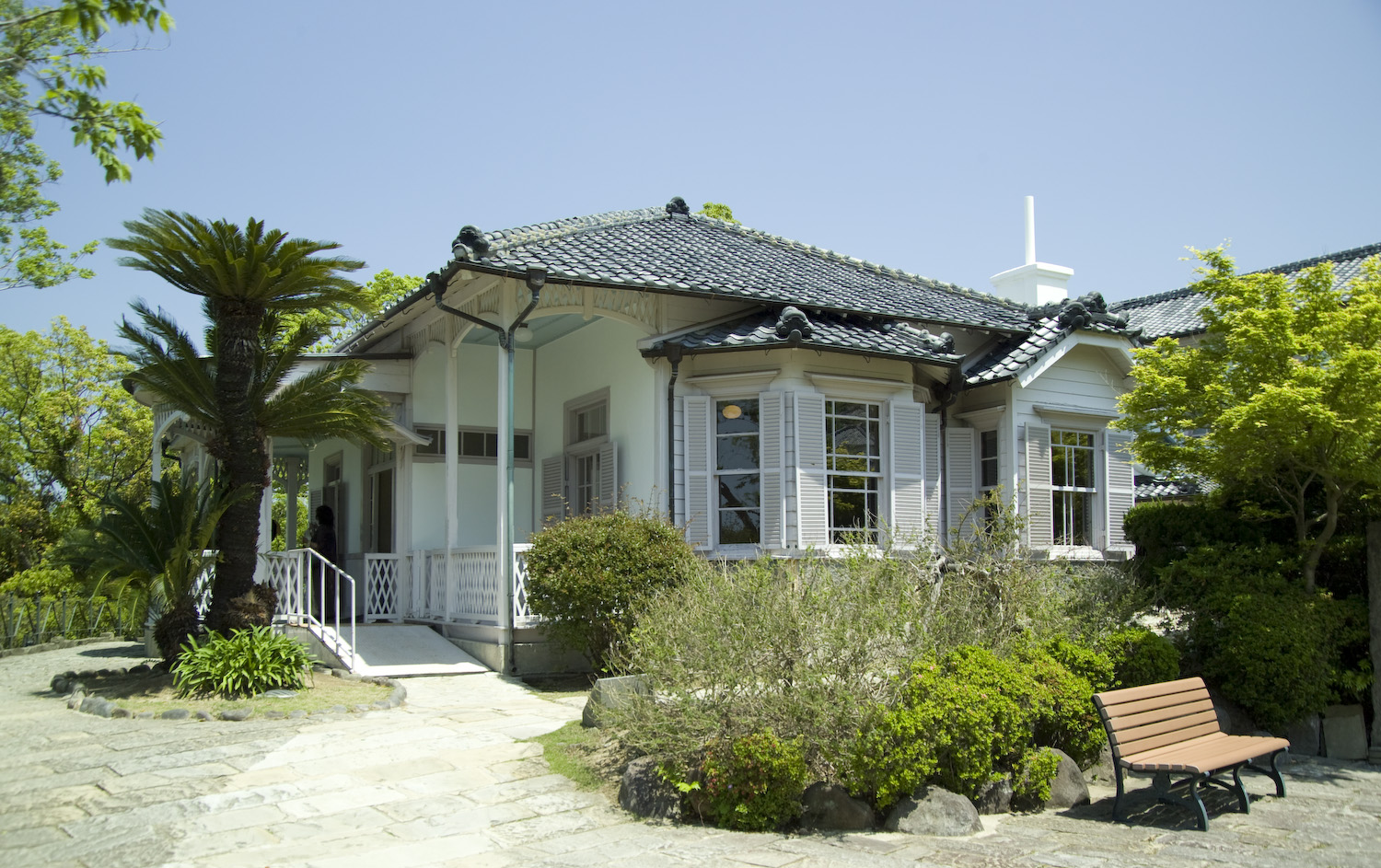
Садиба Волкера
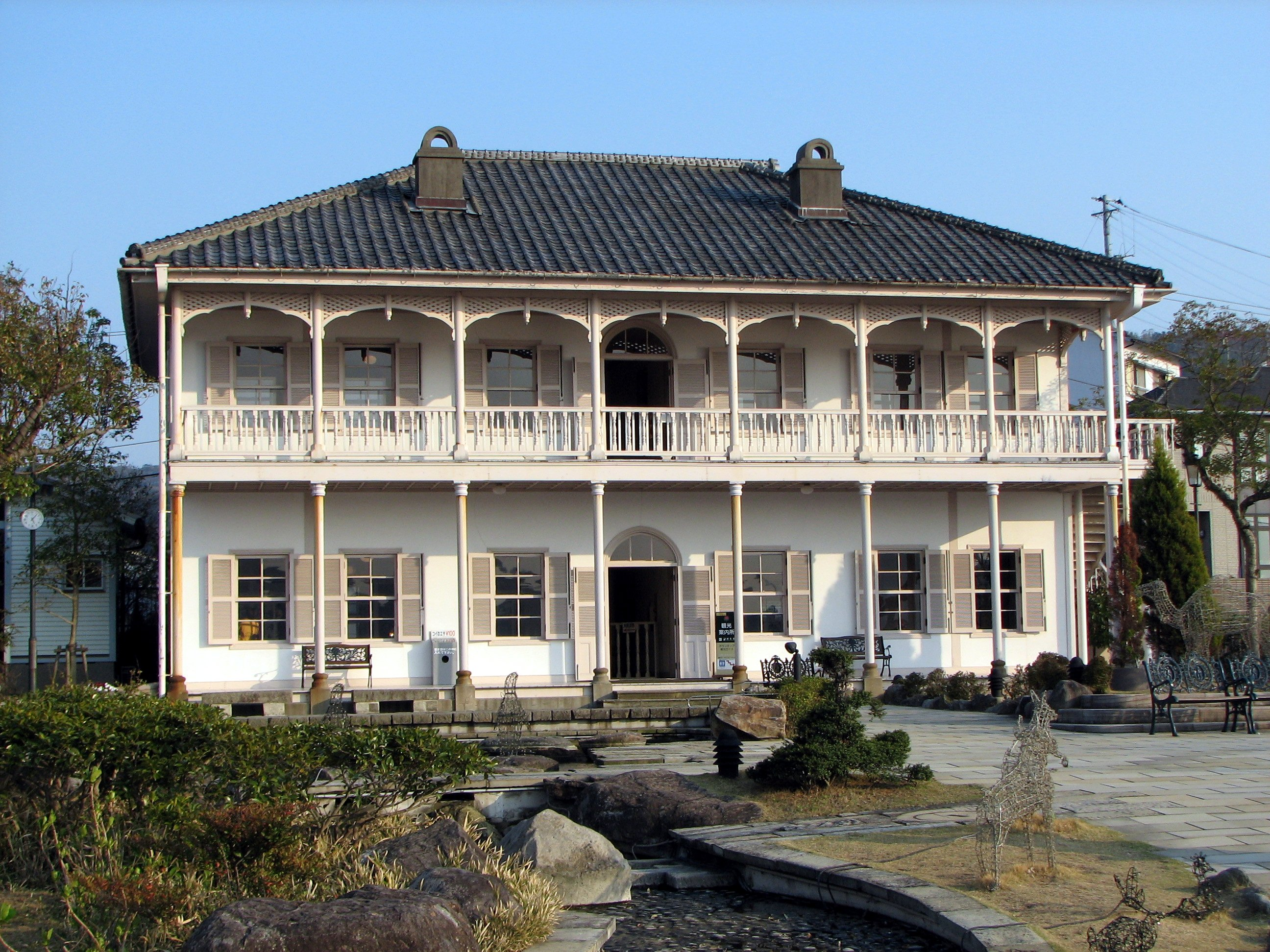
2 докгауз Міцубісі
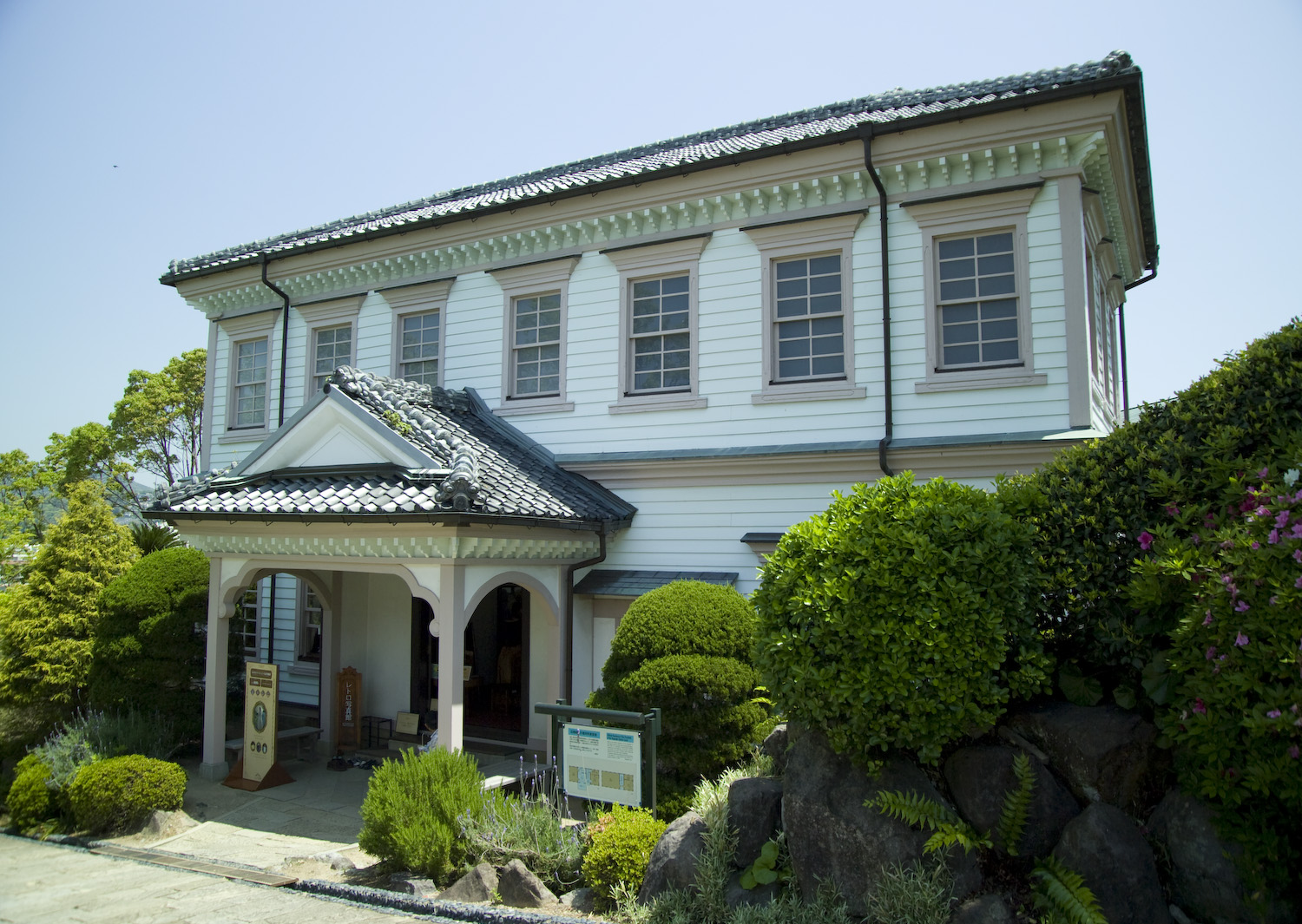
Будівля регіонального суду
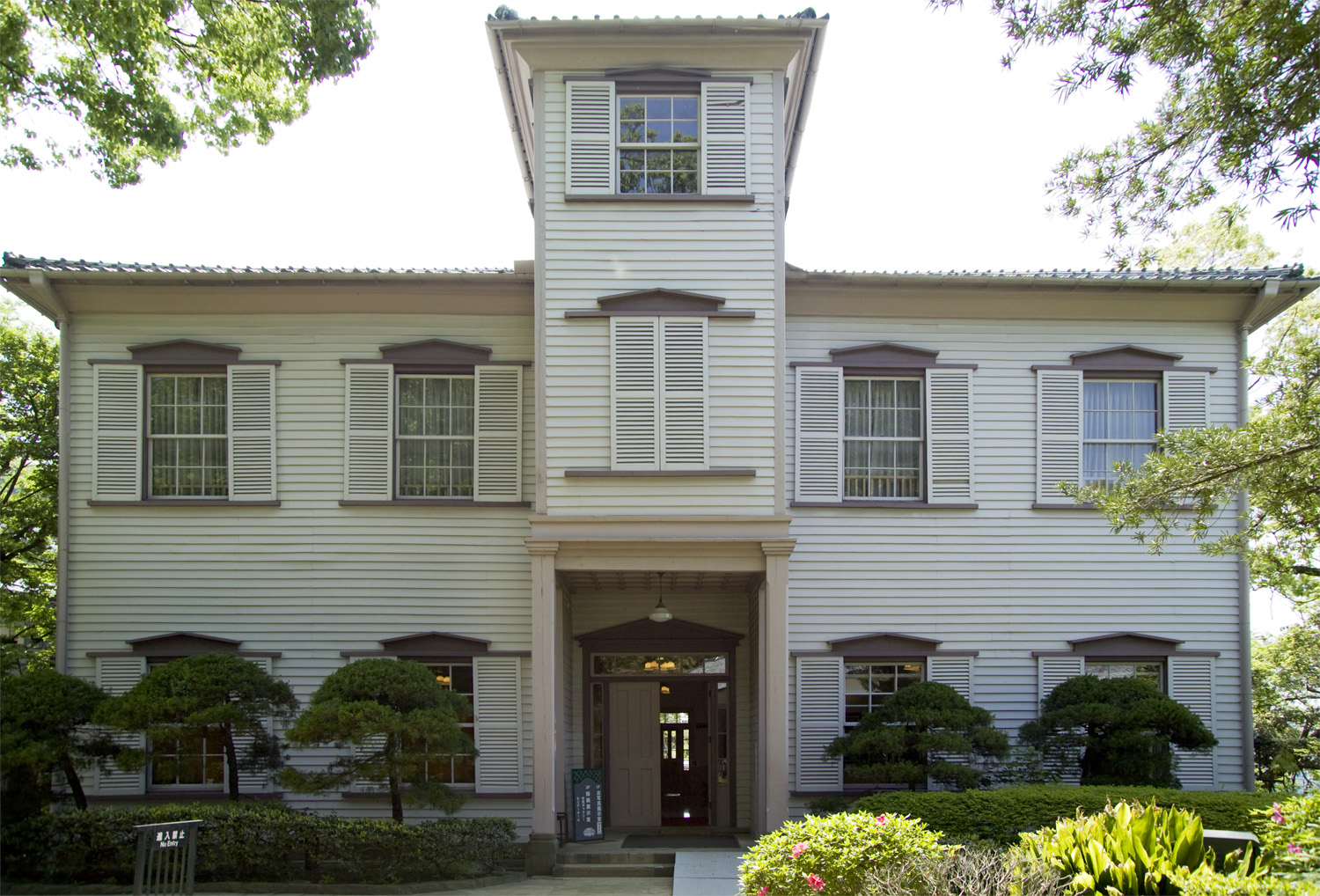
Будівля школи імені Стіла
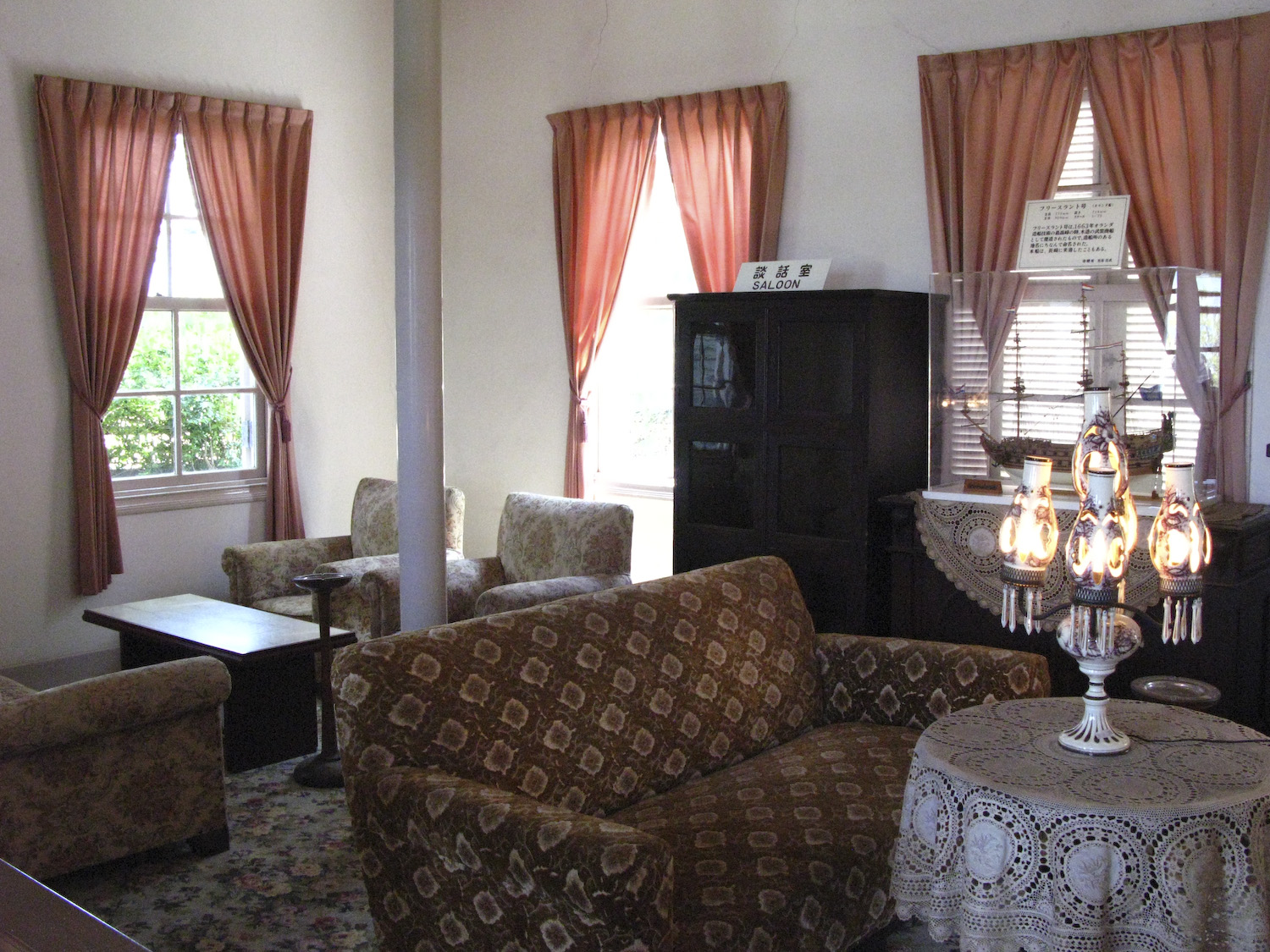
Інтер'єр садиб
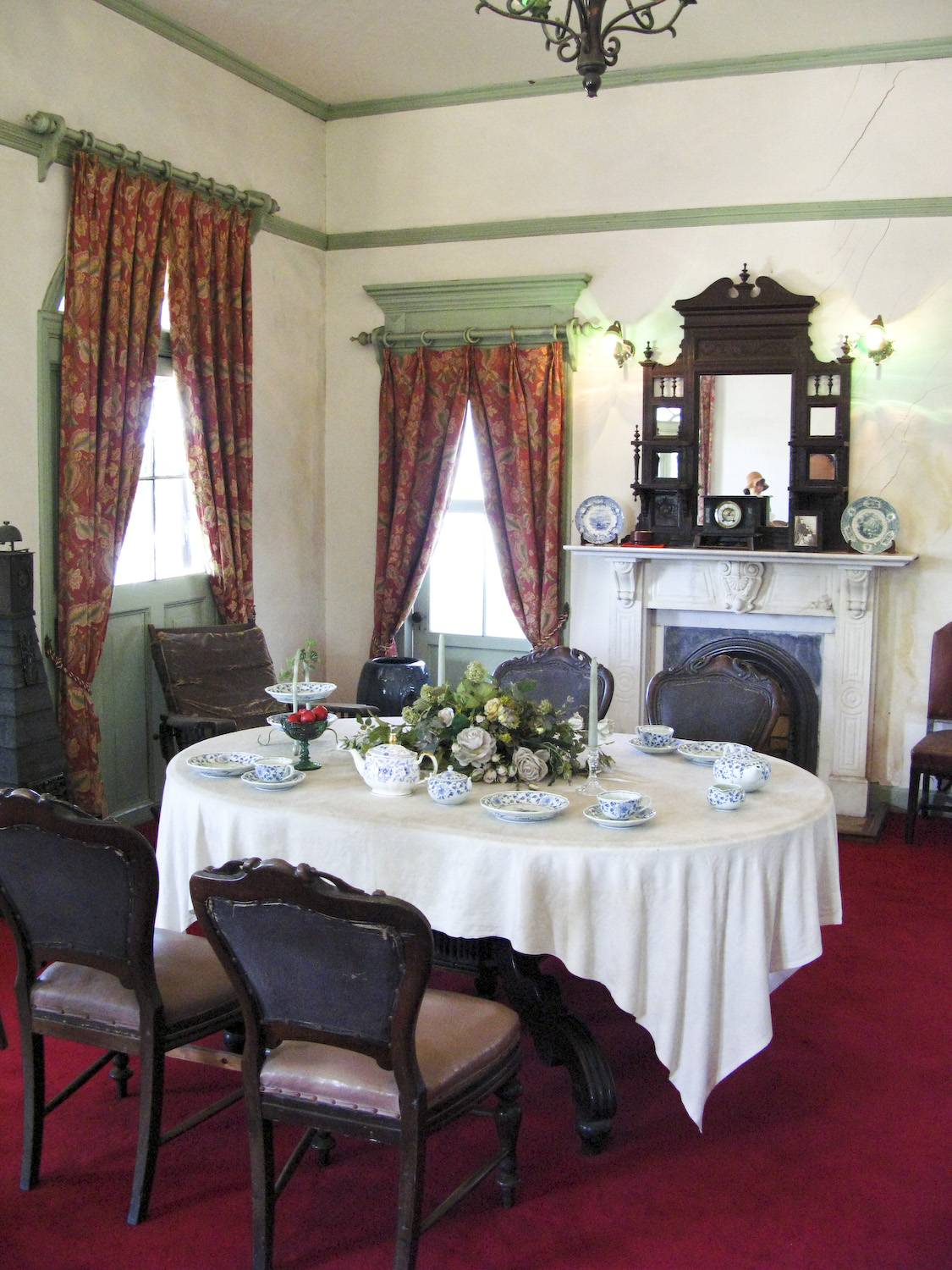
Інтер'єр садиб
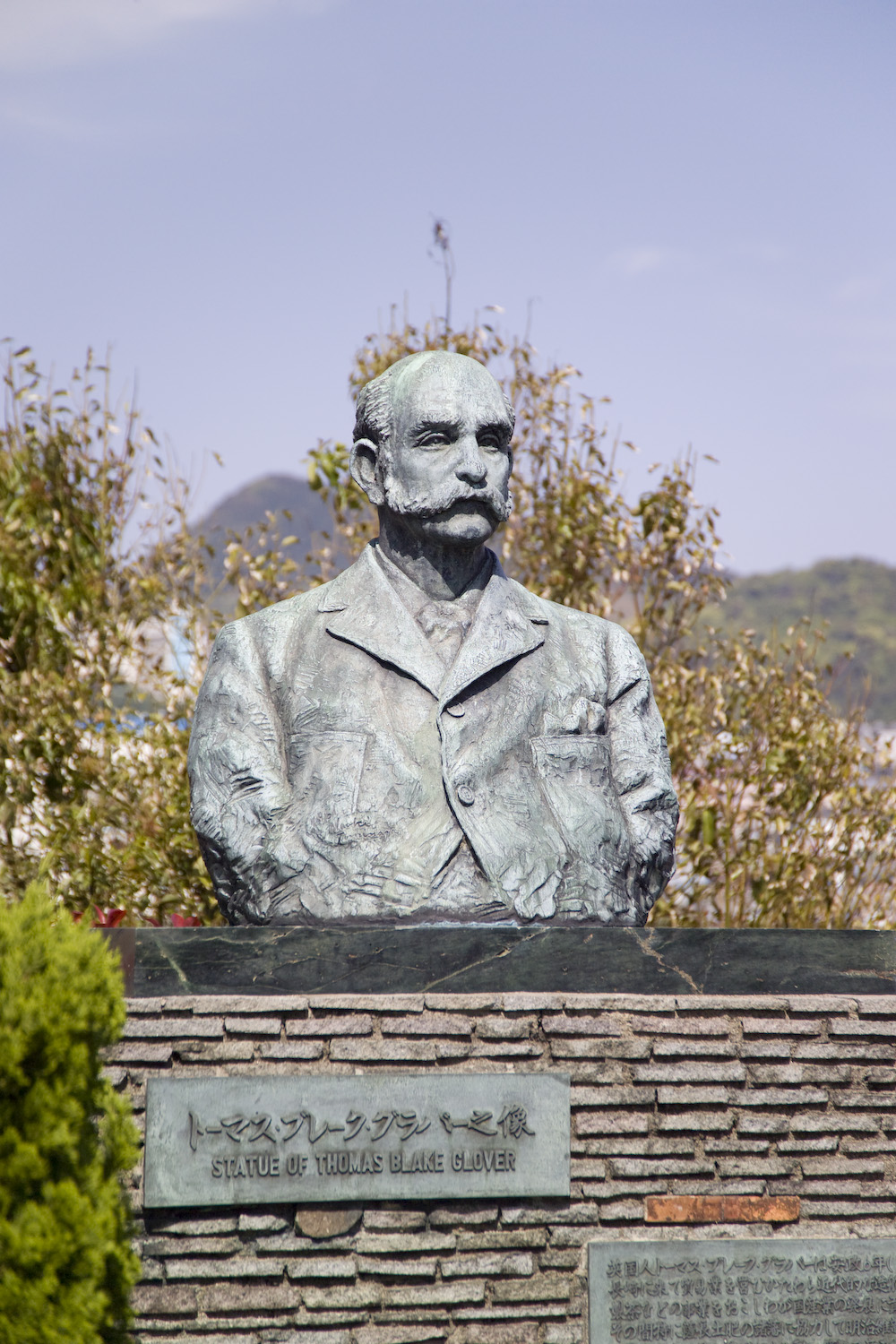
Погруддя Т.Б.Ґловера
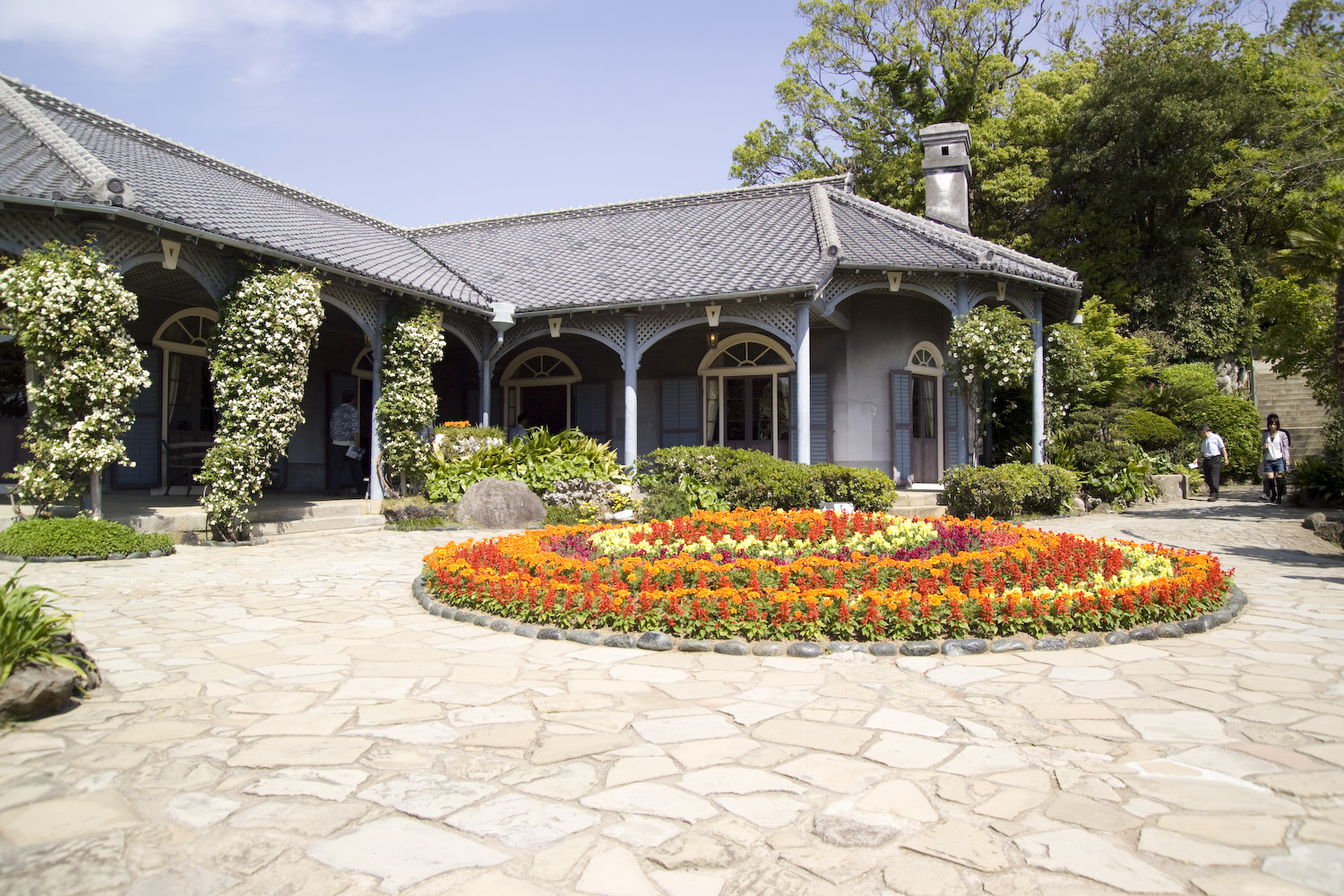
Садиба Ґловера
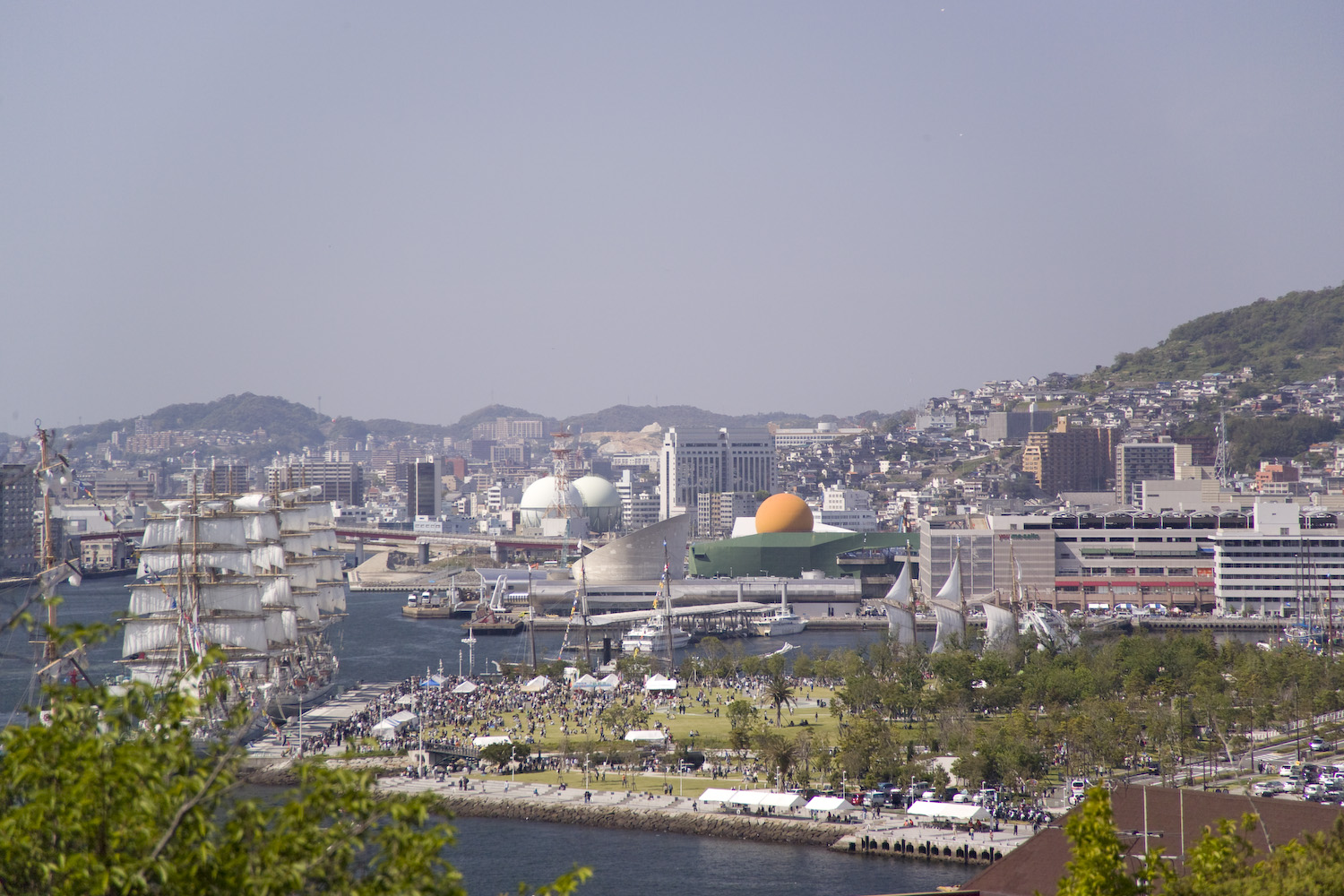
Порт Наґасакі зі схилів саду
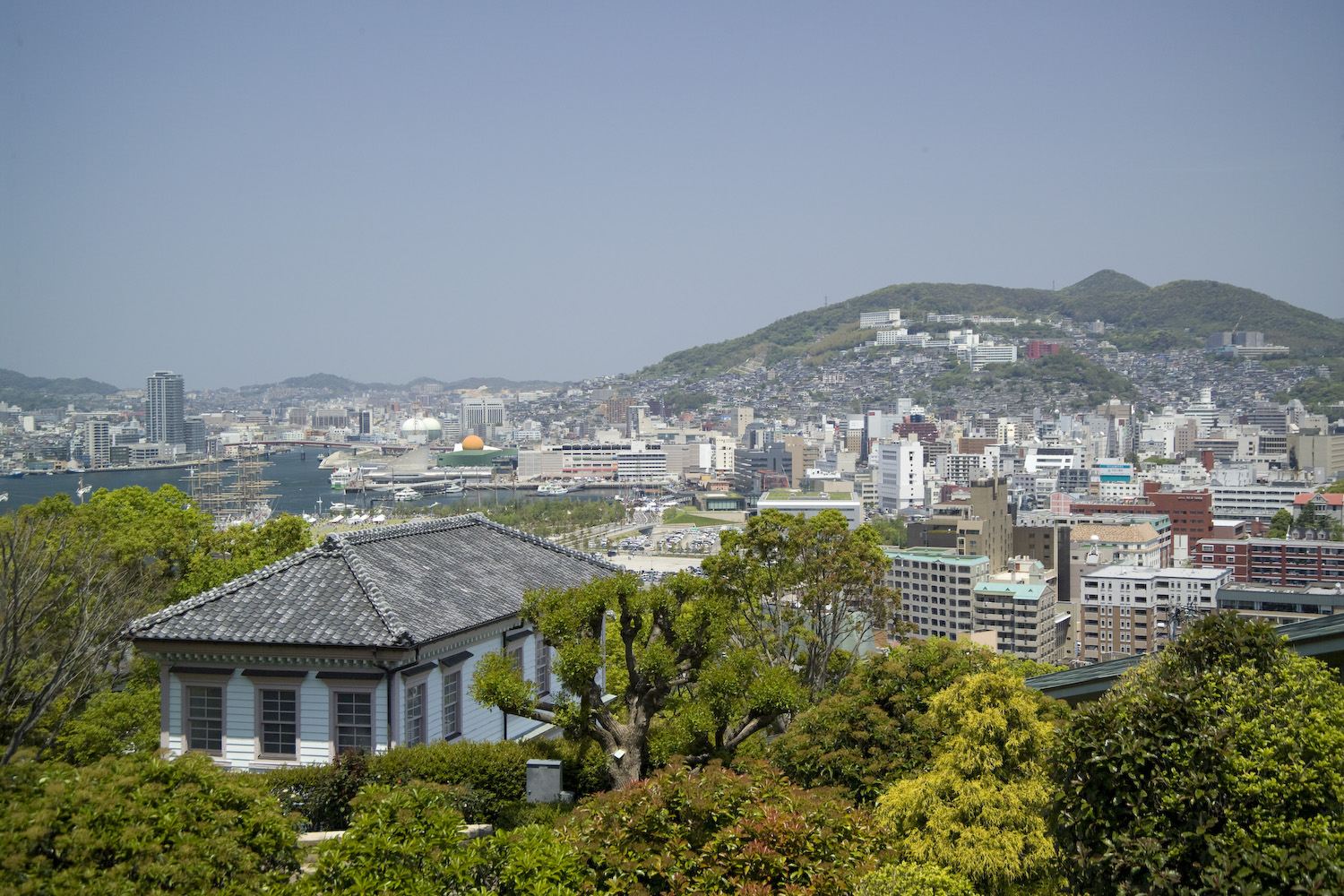
Порт і сад зі сторони